# Naïviteit

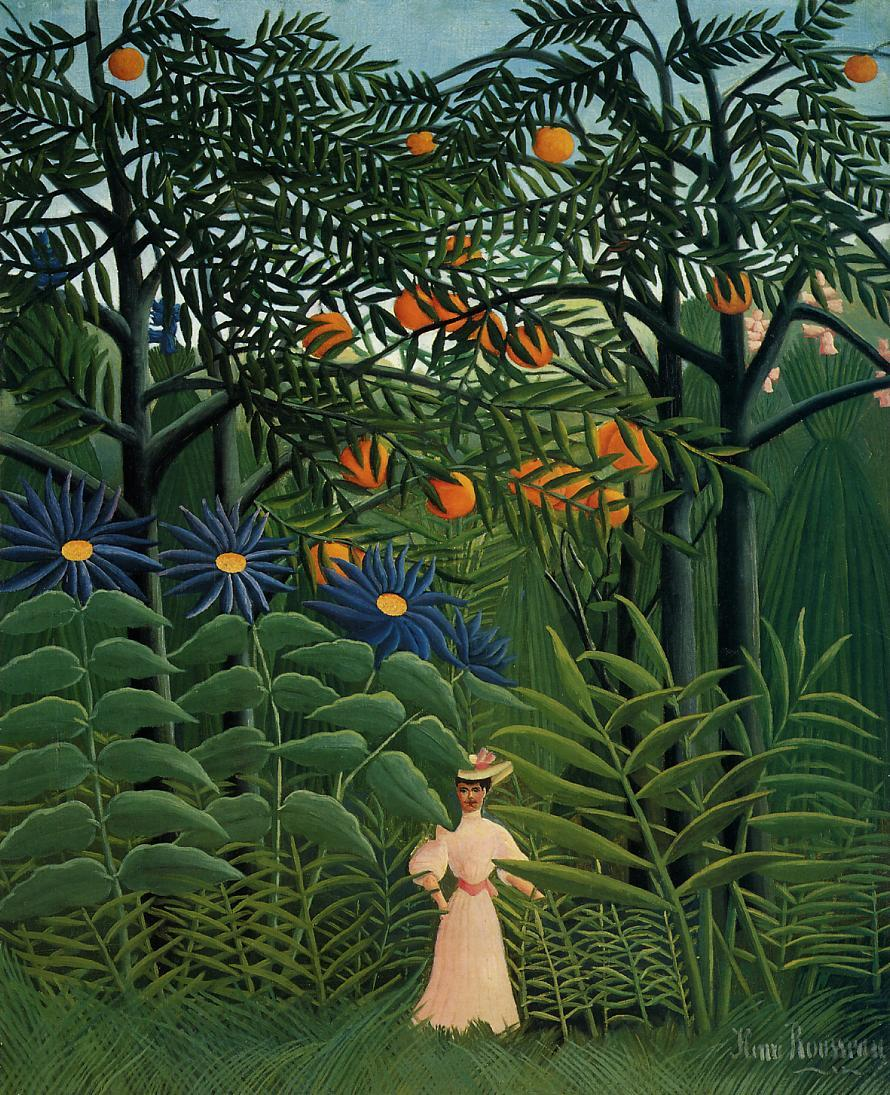
Wandelende vrouw (1905) door Henri Rousseau (voorbeeld van Naïeve kunst)

Naïviteit (bijbehorend adjectief naïef, van het Franse naïf, dat kinderlijk, natuurlijk, eenvoudig, ongevaarlijk betekent) is een geesteshouding die gekenmerkt wordt door onbevangenheid, eenvoud, ongekunsteldheid en openhartigheid. 'Naïf' is gerelateerd aan het Franse 'naître' - geboren worden'. Het begrip wordt gebruikt om zowel de onbevangen waarnemingen aan te duiden als de gedragingen van een persoon die zich weinig bewust is van zijn eigen handelingen en het effect van zijn mededelingen, die argeloos en daardoor gemakkelijk te verleiden is. De betekenis kan liggen tussen twee polen, met aan de positieve zijde een onbevangen en niet door kennis gecorrumpeerde zuiverheid ("Deze waarneming is van een ontroerende naïviteit"), en aan de negatieve zijde onnozelheid, gebrek aan wereldwijsheid en verwijtbare onwetendheid ("Hij struikelde als gevolg van zijn politieke naïviteit").
De term naïviteit wordt ook wel gebruikt voor een handeling die voortkomt uit de naïeve geesteshouding, zoals tot uitdrukking komt in de zin: "Ik stel zijn naïviteiten niet op prijs". Het woord wordt soms gespeld als naïveteit. De spellingvarianten komen ook zonder trema voor.
De kenmerken van naïviteit (onschuldige blik, eenvoud van uitdrukking, onwetendheid, onnozelheid) worden doelbewust geïmiteerd om naïviteit voor te wenden. Hiermee worden bepaalde effecten beoogd, zoals: het opwekken van vertedering, het oproepen van een sfeer waarin dingen gezegd kunnen worden die anders onbesproken blijven.
De Duitse dichter Friedrich von Schiller maakt in zijn verhandeling Über naive und sentimentale Dichtung onderscheid tussen 'kinderachtige naïviteit' (gebrek aan verstand en vermogen) en 'kinderlijke naïviteit' (onschuld en natuurlijke waarheidsliefde).
In de beeldende kunst komt naïef voor in het begrip naïeve kunst.

## Voetnoten
1. ↑  Zie: Nederlandse Taalunie (gearchiveerd) en Onze Taal.